# Kerk van de Nazarener
De Kerk van de Nazarener is een internationaal christelijk kerkgenootschap, voortgekomen uit het methodisme, maar vooral bekend als heiligingskerk. De Kerk van de Nazarener is officieel opgericht op 8 oktober 1908 te Pilot Point (Texas), Verenigde Staten. Sinds 1919 heeft de Kerk van de Nazarener haar hoofdgebouwen in Kansas City, USA. In 1967 startte de Kerk van de Nazarener in Nederland. Haar eerste kerk in Nederland was te Haarlem. In 2010 had de Kerk van de Nazarener 2.059.261 leden in 26.353 kerken in 159 verschillende landen. De naam van de kerk komt uit de Bijbelse omschrijving van Jezus, die opgroeide in het dorp Nazareth en op verschillende plekken in de bijbel Nazarener wordt genoemd. De naam symboliseert het verlangen om eenzelfde leven te leiden als dat van Jezus destijds in Nazareth.

## Wesley
De Wesleyaanse geloofstraditie, als een evangelische variant binnen het protestantisme, is een blijde, optimistische in de ervaring van de christelijke navolging verkregen leer. De nadruk viel bij John Wesley (1703-1791) op de oorzaak van de zonden. Hij leerde dat God in zijn omzien naar een verloren mensheid, de grondoorzaak wil wegnemen door het geloof in Jezus Christus en, in plaats van de ingewortelde zelfzucht, zuivere liefde in het hart wil uitstorten door de Heilige Geest.
De leer van de Kerk van de Nazarener is dat de gemeenteleden geloven dat het evangelie aan iedereen verteld moet worden, en dat de gelovigen de Heilige Geest mogen krijgen. Hoewel het kerkgenootschap een specifieke roeping hiertoe voelt, voelt het zich ook één met alle andere christenen die de naam van dezelfde God aanroepen.

## Missie en Visie
De wereldwijde missie van de Kerk van de Nazarener sinds het begin is geweest: "antwoord te geven op de grote opdracht van Christus om heen te gaan en al de volken tot discipelen te maken"( Mattheüs 28:19). In december 2006 werd dit nauwkeuriger uitgedrukt als "Christelijke discipelen maken in de naties". In 2009 gaf de Algemene Vergadering is de missie geformuleerd als: "discipelen maken door middel van evangelisatie , onderwijs , barmhartigheid betonen en door werken van gerechtigheid " 
De confessionele visie is: "een kerk zijn die discipelen maakt, een internationale geloofsgemeenschap, in de Wesleyaanse heiligheidstraditie.

## Theologie en leer
De officiële doctrines van de Kerk van de Nazarener zijn gepubliceerd in het Handboek: Kerk van de Nazarener , dat vierjaarlijks wordt gepubliceerd na de Algemene Vergadering, Het Handboek is in gedrukte vorm gepubliceerd en is online beschikbaar op de website van de Nazarener Kerk. Nazareners hebben 16 'Geloofsartikelen' opgesteld als leidend principe voor een levend christendom. De "Artikelen" omvatten de volgende thema's
1. één eeuwige, op zichzelf bestaande God
2. Jezus Christus
3. de heilige geest;
4. de heilige schriften;
5. zonde, erfzonde en persoonlijke zonde;
6. het werk van verzoening ;
7. voorkomende genade;
8. de noodzaak van bekering;
9. rechtvaardiging, wedergeboorte en adoptie;
10. volledige heiliging ;
11. de kerk;
12. de doop;
13. het avondmaal;
14. goddelijke genezing ;
15. de wederkomst van Jezus Christus ;
16. opstanding van de doden, oordeel en eeuwigheid.

#### God
God wordt beschreven als een soevereine God als schepper en onderhouder van het universum; dat Hij alleen God is, drie-enig in wezen, geopenbaard als Vader, Zoon en Heilige Geest.

#### Jezus Christus
Jezus Christus wordt gezien als de tweede persoon van de Drie-enige Godheid. Vanaf het begin Gods zoon. Men gelooft dat Hij als mens geboren werd door de Heilige Geest uit de maagd Maria. Dat hij gestorven is voor de zonden van de mensheid. Opgestaan is uit de dood en nu in de hemel is.

#### De Heilige Geest
De Heilige Geest ziet de Nazarener kerk als de Derde Persoon van de Drie-enige Godheid, die gelovigen helpt om zich te bekeren en een leven te leiden zoals Jezus leefde.

#### De heilige schriften
De kerk gelooft dat alle 66 boeken van het Oude en Nieuwe Testament, gegeven door goddelijke inspiratie, die de wil van God beschrijven voor de redding van iemands leven.

#### Zonde; erfzonde en persoonlijke zonde
Over zonde schrijft de kerk dat dat ieder mens erfzonde heeft (gekomen door de zonde van de eerste mens) daarmee de dood is gekomen. Men gelooft dat de erfzonde blijft bestaan totdat de persoon is wedergeboren met hart gereinigd door een doop met de Heilige Geest. Naast de erfzonde gelooft men ook in persoonlijke zonde dat wordt omschreven als een bewuste overtreding van Gods wetten.

#### Het werk van verzoening
Men gelooft dat Jezus Christus door zijn lijden en dood aan het kruis daarmee volledige verzoening deed voor alle menselijke zonden, en dat deze verzoening de enige redding is voor ieder individu die zich bekeert en gelooft.

#### Voorkomende genade
De kerk gelooft in de vrije wil van de mens om te kiezen tussen goed en kwaad. Door genade kunnen mensen zich afkeren van een leven in de zonde en kan men vergeving en reiniging van de zonde krijgen. Door de voorkomende genade kan men een leven krijgen van goede werken. Men gelooft dat ook al is men tot bekering en wedergeboorte gekomen men kan afvallen van zijn geloof.

#### Noodzaak van bekering
Over berouw schrijft de kerk dat het een oprechte en grondige verandering van denken is met betrekking tot zonde, een gevoel van persoonlijke schuld en een vrijwillige afkeer van zonde, noodzakelijk is voor een ieder die gezondigd heeft tegen Gods wetten. Pas na bekering kan een nieuw leven beginnen.

#### Rechtvaardiging, wedergeboorte en adoptie
Men gelooft in de rechtvaardiging als een daad van God waarin Hij volledige vergeving geeft van alle schuld en bevrijding van de straf voor de gedane zonde. Voor iedereen die in Jezus Christus gelooft en hem aanneemt als Heer. Over de wedergeboorte leert de kerk dat men door genade wederom geboren kan worden en daardoor in staat is tot gehoorzaamheid. Adoptie beschrijft men als een daad van God waarin de gerechtvaardigde en wedergeboren gelovige een kind van God is geworden.

#### Volledige heiliging
De Kerk van de Nazarener gelooft in een volledige heiliging dat het werk van God is en de gelovige verandert in de gelijkenis van Christus. De heiligmaking is een gevolg van de wedergeboorte, waardoor gelovigen worden vrijgemaakt van de erfzonde en in een staat van volkomenheid gebracht door een doop en blijvende aanwezigheid van de Heillige Geest. Hierdoor is men in staat toegewijd aan God te leven en dienstbaar te zijn aan de gelovigen.

#### De kerk
De kerk beschrijft zichzelf als het lichaam van Christus die Jezus Christus belijden als Heer. De missie van de kerk is om discipelen te maken en de wereld te laten delen in het verlossende en verzoenende werk van Christus in de kracht van de Geest. De kerk bestaat uit plaatselijke gemeenten en als een universeel lichaam.

#### De doop
Kerk van de Nazarener gelooft in de doop als symbool van een nieuw verbond dat betekent dat men verzoening heeft met Jezus Christus, Hem hebben aangenomen als verlosser en willen leven in in gehoorzaamheid, heiligheid en gerechtigheid. Op verzoek van de ouders kunnen jonge kinderen ook gedoopt worden. De dopeling kiest zelf voor de manier waarop hij gedoopt wordt, besprenkeling, uitgieten of onderdompeling.

#### Het avondmaal
De kerk praktiseert het avondmaal als gedachtenis aan het lijden en de dood van Jezus. Over degene die kunnen deelnemen aan het avondmaal schrijft de kerk: Alleen degene die geloven in Christus en liefde hebben voor de heiligen.

#### Goddelijke genezing
Men gelooft in goddelijke genezing door gebed voor de genezing van de zieken. Maar ook dat God geneest door medische middelen van de wetenschap.

#### De wederkomst van Jezus Christus
De kerk gelooft in een tweede komst van Christus. Men beschrijft dit als: Op het moment dat Hij terugkomt zullen de levende met Jezus meegaan net als degene die overleden zijn en altijd bij de Heer zullen zijn.

#### Opstanding van de doden, oordeel en eeuwigheid
De Nazarener kerk schrijft hierover: wij geloven in de opstanding van de doden van zowel de rechtvaardigen al de onrechtvaardigen Allen zullen tot leven worden gewekt en geoordeeld worden door God voor de daden in het leven. De kerk gelooft dat dit oordeel bepalend is voor de bestemming van de eeuwigheid.

## Plaatsen met een vestiging van de Kerk van de Nazarener in Nederland
- Kerk van de Nazarener Amersfoort, twee kerken
- Kerk van de Nazarener Breda
- Kerk van de Nazarener Dordrecht, twee kerken
- Kerk van de Nazarener Haarlem
- Kerk van de Nazarener Hoeksche Waard (Klaaswaal)
- Kerk van de Nazarener Zaanstad
- Kerk van de Nazarener Nijmegen
- Kerk van de Nazarener Purmerend
- Kerk van de Nazarener Rotterdam (met Bulgaarstalige groep)
- Kerk van de Nazarener Rotterdam (Emmaüs, Portugees)
- Kerk van de Nazarener Utrecht
- Kerk van de Nazarener Veenendaal
- Kerk van de Nazarener Vlaardingen

## Plaatsen met een vestiging van de Kerk van de Nazarener in België
- Kerk van de Nazarener Mechelen (stad)